# Gigi Savoia (rugbista)
Gigi Savoia (Piacenza, 9 luglio 1926 – 10 aprile 1997) è stato un rugbista a 15 e allenatore di rugby a 15 italiano.
Fu membro del Consiglio Federale, Presidente del Comitato Nazionale Allenatori italiani di Rugby, Commissario tecnico della nazionale maggiore nella prima tournée svoltasi in Sudafrica nell'anno 1973, Istruttore Nazionale Allenatori di Rugby, componente Commissione Tecnica Federale, Coordinatore Comitato Selezione Nazionale Seniores, Presidente Commissione Gioco e componente Commissione Tecnica Federale.
A Gigi Savoia va il merito di aver fatto conoscere il rugby italiano al resto del mondo: s'impegnò con dedizione totale, impegno, costanza e duro lavoro per far uscire questo sport dal confine nazionale.
Nel 1947, entrò a far parte della prima squadra della allora neonata società Piacenza Rugby.
Giocò per diversi anni nel ruolo di mediano di mischia o di mediano d'apertura, svolgendo contemporaneamente il ruolo di allenatore.
Si appassionò fortemente a questo sport, che in Italia era in fase pionieristica, tanto da farlo diventare il perno intorno al quale ruotò tutta la sua vita.

## Corsi di perfezionamento
Negli anni '50 frequentò corsi di perfezionamento per allenatori di rugby in Francia, Inghilterra e Galles, nazioni nelle quali il rugby aveva un alto livello tecnico e la sua pratica sportiva era molto diffusa.
Fu il primo allenatore in Italia a sentire fortemente l'esigenza di perfezionare il rugby italiano sia dal punto di vista tecnico che dal punto di vista della preparazione atletica: temi che all'epoca non erano ancora stati approfonditi.
Dopo varie lussazioni ad una spalla, seguite da un intervento chirurgico, non poté più proseguire l'attività agonistica.

## All'I.N.S. di Parigi
Frequentò corsi a Parigi all'Institut National des Sports (I.N.S.), strinse rapporti di grande amicizia con le colonne portanti del rugby francese di allora, in particolare con: Julien Saby, Raphaël Poulain, Coupon, i quali, apprezzando la sua voglia d'imparare e il talento, lo aiutarono a far conoscere il rugby italiano all'estero. Gigi si occupò dei primi veri corsi strutturati per allenatori; il primo gruppo di allenatori coordinato da lui attraversò l'Italia in lungo e in largo per trasmettere in modo più organico e preciso la tecnica di gioco e il valore della preparazione atletica, fino ad allora trascurata.

## Allenatore Piacenza Rugby
Allenò per 19 stagioni il Piacenza Rugby rimanendo sempre un riferimento importante per i giocatori, sia a livello tecnico che umano.
Collaborò con Federazione Italiana Rugby per più di trent'anni, rivestendo per lunghi periodi incarichi di rilievo.

## Corsi per Allenatori
Collaborò come responsabile coordinatore in innumerevoli corsi per allenatori svolti al Centro Sportivo Acquacetosa di Roma e a Tirrenia; ricevette l'aiuto di preziosi collaboratori come Franco Ascantini, Ugo Pierato, Gianni Azzali, Lino Maffi.
Con questi quattro allenatori prese forma la prima commissione tecnica federale presieduta da Gigi Savoia; la federazione, dopo questa spinta iniziale, diede vita a una serie di commissioni di studio e di lavoro sul territorio, che ebbero un ruolo fondamentale per lo sviluppo di un rugby di maggiore qualità in Italia.

## Commissario Tecnico Nazionale Rugby
Nei primissimi anni '70 divenne commissario tecnico delle nazionali giovanili under 21, under 23 e selezionatore della nazionale maggiore; quest'ultimo ruolo venne svolto in ogni angolo d'Italia con grande passione.

## Il Ricordo
Quando mancò, il 10 aprile del 1997, venne ricordato da tutti (annuncio RAI, giornali sportivi e non) come una persona che aveva dedicato la sua vita, in modo disinteressato, a far emergere il rugby italiano dall'approssimazione tecnica e dai confini nazionali.
Nel 2001 l'Amministrazione Comunale di Piacenza gli ha intitolato il campo da rugby di via Delle Novate a Piacenza.